# Braque saint-germain
Braque saint-germain är en hundras från Frankrike. Den är en stående fågelhund av braquetyp som avlades fram omkring 1830 som en korsning mellan pointer och franska stående fågelhundar vid den kungliga kenneln i Saint-Germain-en-Laye utanför Paris. 1877 erkändes den som självständig ras av den franska kennelklubben Société centrale canine (SCC). Numerärt är det en liten ras.